# لئونور آندراده
لئونور آندراده (به پرتغالی: Leonor Andrade) (زاده ۱۳ سپتامبر ۱۹۹۴) خواننده و بازیگر پرتغالی است.
او در مسابقه آواز یوروویژن ۲۰۱۵ نماینده پرتغال بود.